# Toți suntem Hristos
Toți suntem Hristos (în poloneză Wszyscy jesteśmy Chrystusami) este un film polonez de comedie-dramatică din 2006 regizat de Marek Koterski. Este al șaptelea dintr-o serie de nouă filme despre personajul fictiv Adaś Miauczyński⁠(d), creat de Koterski. Fiecare parte/film prezintă un aspect sau o epocă diferită a vieții sale, adesea cu puțină continuitate între ele.
Toți suntem Hristos se concentrează asupra dependenței de alcool a protagonistului și a relației cu fiul său, Sylwuś. Se pune accent pe modul în care alcoolismul tatălui a cauzat traume pe tot parcursul vieții celor doi.
Miauczyński este interpretat în Toți suntem Hristos de doi actori, Marek Kondrat⁠(d) și Andrzej Chyra⁠(d), fiecare îl întruchipează într-o etapă diferită a vieții sale.

## Distribuție
- Marek Kondrat – Adaś Miauczyński la 55 de ani
- Andrzej Chyra – Adaś Miauczyński la 33 de ani
- Michał Koterski – Sylwek
- Janina Traczykówna – mama lui Adaś
- Małgorzata Bogdańska – soția lui Adaś
- Tomasz Sapryk – înger păzitor
- Marcin Dorociński – înger rău
- Andrzej Grabowski – prieten al lui Adaś
- Marian Dziędziel – prieten al lui Adaś
- Jan Frycz – prieten al lui Adaś
- Artur Żmijewski – prieten al lui Adaś
- Paweł Królikowski – prieten al lui Adaś
- Andrzej Zieliński – prieten al lui Adaś
- Ewa Ziętek – profesoara lui Sylwek
- Patrycja Soliman – jurnalist
- Karolina Adamczyk